# Andrew Davis (Dirigent)

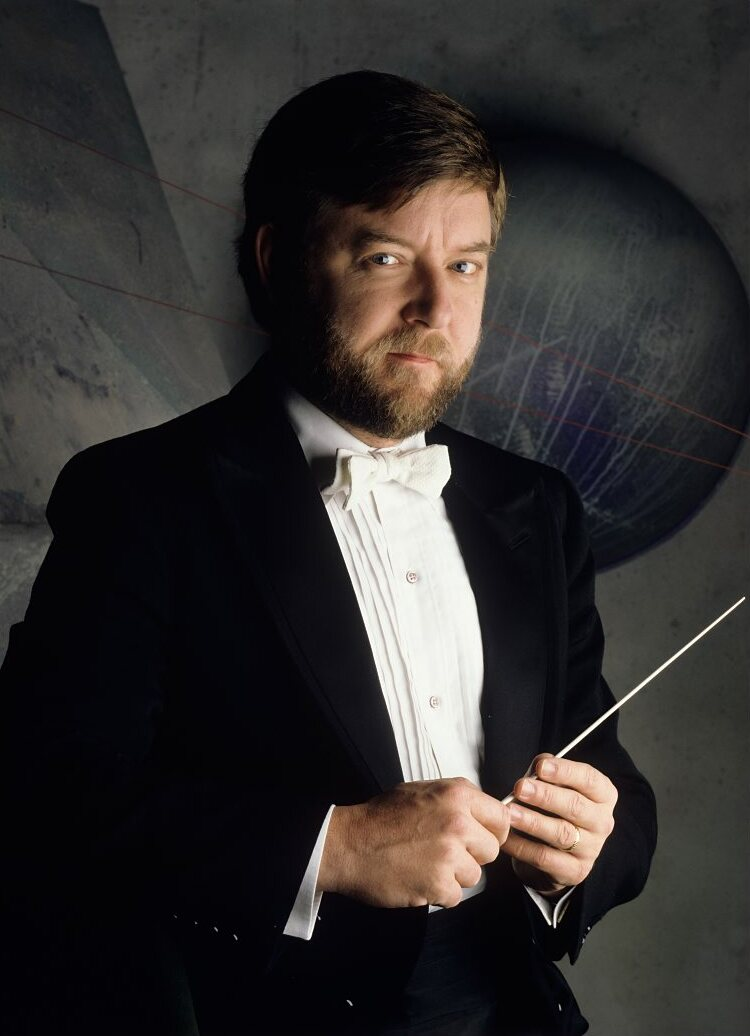
Sir Andrew Davis (1987)

Sir Andrew Frank Davis CBE (* 2. Februar 1944 in Ashridge, Hertfordshire,  Großbritannien; † 20. April 2024 in Chicago, Illinois) war ein britischer Dirigent. Er war musikalischer Leiter und Chefdirigent der Lyric Opera of Chicago, Chefdirigent des Melbourne Symphony Orchestra sowie Ehrendirigent des Toronto Symphony Orchestra und des BBC Symphony Orchestra.

## Werdegang
Seine Eltern waren Robert J. Davis und Florence Joyce (geborene Badminton). Davis wuchs in Chesham, Buckinghamshire und Watford auf  und erhielt ab dem Alter von fünf Jahren Klavierunterricht und mit 15 Jahren Orgelunterricht. Als Jugendlicher spielte er Orgel im Palace Theatre in Watford. Davis besuchte die Watford Boys’ Grammar School und wählte in der Oberstufe (Sixth Form) den altsprachlichen Zweig. Von 1963 bis 1967 studierte er am King’s College (Cambridge), wo er ein Stipendium als Organist (organ scholar) erhalten hatte. 1965 gewann er den zweiten Preis beim St Albans International Organ Festival. Dirigieren studierte er am Royal College of Music bei George Hurst und 1967/68 in Rom bei Franco Ferrara.
Nachdem er 1970 erstmals dass BBC Symphony Orchestra dirigiert hatte, erhielt Davis im selben Jahr seine erste größere Stelle als ein Zweitdirigent beim BBC Scottish Symphony Orchestra. 1975 wurde er musikalischer Leiter des Toronto Symphony Orchestra (TSO). Er hatte diese Stellung dreizehn Jahre lang, bis 1988, inne und kehrte auch danach noch jedes Jahr als Gastdirigent ans TSO zurück, das ihn zum Ehrendirigenten (Conductor Laureate) ernannte. In Toronto dirigierte er unter anderem die kanadische Erstaufführung von Gustav Mahlers Achter Symphonie und engagierte sich für den Neubau der Roy Thomson Hall.
1988 ging Davis nach Großbritannien zurück und wurde musikalischer Leiter der Opernfestspiele Glyndebourne (bis 2000). 1989 ernannte Sir John Drummond Davis zum Chefdirigenten des BBC Symphony Orchestra (BBC SO). Während seiner Amtszeit beim BBC SO erneuerte Davis die von Malcolm Sargent begründete Tradition, dass der Chefdirigent des BBC SO die Last Night of the Proms dirigiert. Er wurde für seine humorvollen Last-Night-Reden bekannt, einschließlich zweier Reden nach dem Plapperlied I am the very model of a modern major-general aus Die Piraten von Penzance, aber er sprach auch ernsthaft über das Ableben von Diana, Princess of Wales, Mutter Teresa und Sir Georg Solti in seiner 1997er Last-Night-Rede. Davis trat 2000 als Chefdirigent des BBC SO zurück und erhielt in der Folge den Titel eines Ehrendirigenten.
Im Mai 1992 wurde Davis zum Commander des Order of the British Empire (CBE) ernannt und in der 1999er Neujahrsehrenliste als Knight Bachelor geadelt. 1994 dirigierte er die einhundertste Auflage der berühmten Last Night of the Proms, die später von der BBC auf CD veröffentlicht wurde. 2002 dirigierte er das Prom-at-the-Palace-Konzert, das als Teil der Feierlichkeiten zum Goldenen Thronjubiläum von Elisabeth II. in den Gärten des Buckingham Palace stattfand.
Davis wurde 2000 Musikalischer Leiter und Chefdirigent der Lyric Opera of Chicago. In Chicago dirigierte er unter anderem 2005 erstmals Wagners Zyklus Der Ring des Nibelungen sowie die Chicagoer Erstaufführung von Michael Tippetts The Midsummer Marriage. Sein Vertrag mit der Lyric Opera of Chicago endete nach der Saison 2020–2021.
2005 wurde Davis für drei Jahre als Musikalischer Berater des Pittsburgh Symphony Orchestra verpflichtet. Im September 2006 erklärte er, diese Stellung nach Vertragsablauf beenden zu wollen, und im Oktober 2007 einigten sich Davis und das Orchester auf eine vorzeitige Vertragsauflösung, da er die Konzerte der Saison 2007/08 in Pittsburgh aufgrund seiner zahlreichen anderen Verpflichtungen nicht mehr dirigieren wollte. Im Juni 2012 machte ihn das Melbourne Symphony Orchestra zum Chefdirigenten mit einem 2013 beginnenden Vierjahresvertrag.
Davis hatte ein weit gefächertes Repertoire mit einem Schwerpunkt auf britischer Musik der Gegenwart. Er war besonders mit Michael Tippett verbunden, für den er die britische Premiere seines Werkes The Mask of Time dirigierte. Davis hat für eine Reihe von Musik-Labels Aufnahmen gemacht, darunter NMC Recordings, Teldec und Deutsche Grammophon. Unter anderem nahm er Harrison Birtwistles Oper The Mask of Orpheus auf und vollendete die von Richard Hickox begonnene Gesamteinspielung der neun Symphonien von Ralph Vaughan Williams. Zudem fungierte Davis als Präsident der Ralph Vaughan Williams Society.
Davis war von 1989 bis zu ihrem Tod in dritter Ehe mit der amerikanischen Sopranistin Gianna Rolandi (1952–2021) verheiratet, die er während seiner Arbeit beim Glyndebourne Festival kennengelernt hatte. Das Paar lebte in Chicago. Ihr gemeinsamer Sohn Edward Frazier Davis (* 1989) ist als Komponist, Sänger und Dirigent tätig.
Davis starb am 20. April 2024 im Alter von 80 Jahren an Leukämie.